# 333018 Devin
333018 Devin è un asteroide della fascia principale. Scoperto nel 2007, presenta un'orbita caratterizzata da un semiasse maggiore pari a 2,460170 UA e da un'eccentricità di 0,207304, inclinata di 1,828165° rispetto all'eclittica.